# Vụ hỏa hoạn Surat 2019
Vào ngày 24 tháng 5 năm 2019, một vụ hỏa hoạn đã xảy ra tại một khu phức hợp thương mại ở khu vực Sarthana của bang Surat thuộc bang Gujarat của Ấn Độ. Hai mươi hai sinh viên đã chết và những người khác bị thương trong một trung tâm huấn luyện học thuật nằm trên sân thượng của tòa nhà. Vụ cháy được bắt đầu bằng một mạch điện ở tầng trệt; các học sinh trong trung tâm huấn luyện đã bị mắc kẹt bởi sự phá hủy của một cầu thang gỗ. Ba người cho đến nay đã bị bắt vì liên quan đến cáo buộc của họ hoặc do sơ suất của họ dẫn đến hỏa hoạn và cái chết.